# Грязнов Павло Іванович
Павло Іванович Грязнов (1847 – 1904, Одеса) – російський та український лікар, медик, доктор медицини (1880), у 1880–1904 працював у Полтаві та Одесі.

## Життєпис
1873 року закінчив Санкт-Петербурзьку медико-хірургічну академію.
Найбільш відомий дисертацією (1880), яка до цього часу є предметом посилань та вивчення, не втратила наукової актуальності.
Працював старшим лікарем Полтавської губернської земської лікарні.
Ініціатор зборів 1881 у Полтаві, присвячених стану та перспективам психіатрічної служби в губернії. У тому ж році розпочато спорудження будинку для душевнохворих, здійснено практичні заходи з поліпшення умов утримання осіб у ньому. 
Головний лікар Одеської міської лікарні.
Досліджував стан питної води у водогоні Одеси.

## Основні праці
- Застарелое выпадение вывороченной кишки через брюшную рану // Моск. мед. газ. 1876. № 27.
- Карта Череповецкаго уѣзда орографическая и гидрографическая. Составленная частью по картам Полковника Безкорниловича[be] и Военно-Топографическаго отдѣла Главного Управления Генерального Штаба, частью же по сведениям Череповской Зѣмской Управы и наблюдениямъ автора // В диссертации «Опыт сравнительного …»
- Опыт сравнительного изучения гигиенических условий крестьянского быта и медико-топография Череповецкого уезда (с 12-ю диаграммами и картой). Диссертация на степень доктора медицины. СПб., Типография Ф. Г. Елеонского и Кº. 1880.
- Проверка способа Людвига количественного определения окиси углерода // Здоровье. 1880. № 136.
- К сведению фельдшерских школ // Врач. 1881. № 10.
- Материалы к изучению эпидемии рафании в Полтавской губернии // Здоровье. 1882. № 3.
- Одесская городская больница и ее порядки. Краткий очерк д-ра мед. П. И. Грязнова (б. старшего врача Больницы). Одесса, 1885.